# La Barceloneta

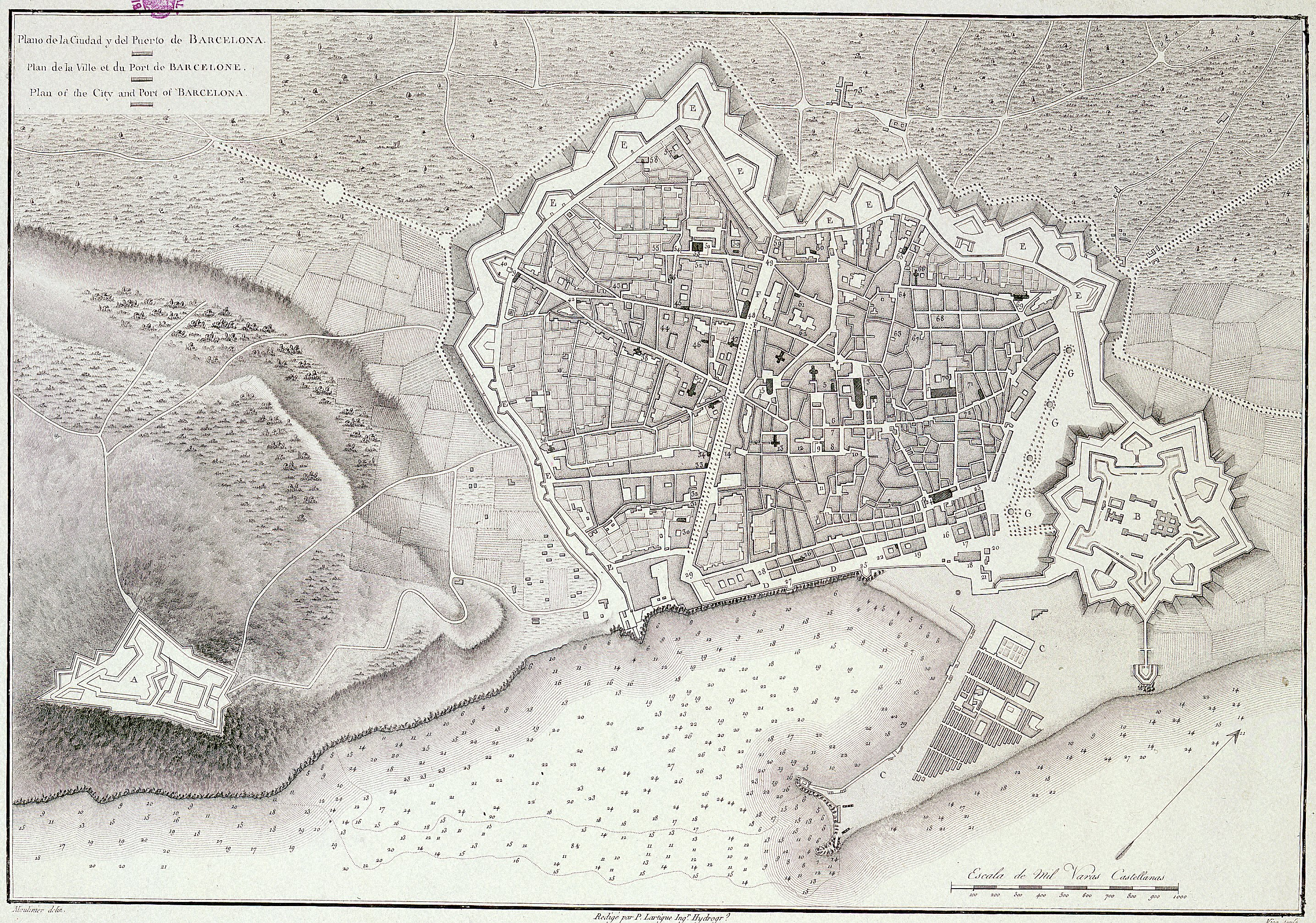
På bilden syns Barceloneta nere i högra hörnet orienterat mot det stora citadellet, på bilden syns även muralles som är det befästningsverk som konstruerades runt Barcelona samtidigt som citadellet.

La Barceloneta (Lilla Barcelona) är en stadsdel vid hamnen i Barcelona. Den är en av fyra stadsdelar i det centrala distriktet Ciutat Vella. La Barceloneta utformades på 1700-talet som den första planerade delen av Barcelona. Den utsträckt triangelformade stadsdelen har i väster olika hamnanläggningar, i söder långa sandstränder mot Medelhavet och gränsar i norr mot bland annat stadsdelen Sant Pere, Santa Caterina i La Ribera.

## Historik
Barceloneta ritades av den nederländske militäringenjören Prosper Verboom år 1715 för att ge bostäder åt de människor som exproprierats från sina hem i stadsdelen Ribera vilka revs för att ge plats åt ett Citadell (även det ritat av Verboom). Citadellet tillsammans med ett kraftigt befästningsverk muralles färdigställdes åren 1716-1718.
Barceloneta, som skulle byggas på återvunnen sjöbotten mellan citadellet och Medelhavet, påbörjades först 1753 av militäringenjören Juan Martín Cermeño. H hade dessförinnan varit ansvarig för uppförandet av kastellet på Montjuїc. Cremeño var även ansvarig för byggandet av La Rambla vilket påbörjades efter att han blivit färdig med Barceloneta 1776.
Barceloneta blev det första planerade bostadsområdet i Barcelona, Verboom ritade upp ett rutnät av femton smala gator som korsades av fem bredare avenyer, mitt i bostadsområdet placerades en exercisplats samt en kyrka med tillhörande torg. Med militär närvaro skulle ordning påtvingas.
Kvarteren delades in i tomter om 50 kvadratmeter där enfamiljshus i två våningar skulle uppföras. Husen skulle alla ha samma utförande, en nedre våning med två fönster och ingång och en övre våning med två fönster och balkong. I slutet av 1800-talet började byggherrar dock att strunta i ritningen, och husen byggdes på med flera våningar.
La Barceloneta omges i norr av stadsdelen Sant Pere, Santa Caterina i La Ribera, den nordöstliga delen av Ciutat Vella. I väster utgörs den till stora delar av hamnkvarter och kajer, medan den långa sydsidan ut mot havet består av långa och om sommaren välbesökta sandstränder.